# Idiodes robusta
Idiodes robusta là một loài bướm đêm trong họ Geometridae.